# Cantone di Mirambeau
Il Cantone di Mirambeau era una divisione amministrativa dell'arrondissement di Jonzac.
A seguito della riforma approvata con decreto del 27 febbraio 2014, che ha avuto attuazione dopo le elezioni dipartimentali del 2015, è stato soppresso.

## Composizione
Comprendeva i comuni di:
- Allas-Bocage
- Boisredon
- Consac
- Courpignac
- Mirambeau
- Nieul-le-Virouil
- Saint-Bonnet-sur-Gironde
- Saint-Ciers-du-Taillon
- Saint-Dizant-du-Bois
- Saint-Georges-des-Agoûts
- Saint-Hilaire-du-Bois
- Saint-Martial-de-Mirambeau
- Sainte-Ramée
- Saint-Sorlin-de-Conac
- Saint-Thomas-de-Conac
- Salignac-de-Mirambeau
- Semillac
- Semoussac
- Soubran